# Гилянски език
Гилянският език (гилакийски език) е ирански език, говорен в провинция Гилян в Северен Иран. Той е тясно свързан с мазандеранския език и има сходна лексика с него. Макар персийският да е оказал голямо влияние върху гилянския, той е останал отделен език със северозападен ирански произход.